# Othón P. Blanco

Położenie gminy Othón P. Blanco na mapie stanu Quintana Roo

Othón P. Blanco - duża gmina w południowej części meksykańskiego stanu Quintana Roo, położona u podstawy półwyspu Jukatan, na wybrzeżu Morza Karaibskiego. Jest jedną z 10 gmin w tym stanie. Siedzibą władz gminy jest miasto Chetumal. Nazwa gminy została nadana na cześć założyciela Chetumal Othón P. Blanco Núñez de Cáceres.
Południowa granica gminy, przebiegająca rzeką Hondo jest także granicą państwową z Gwatemalą i Belize. W 2005 roku ludność gminy liczyła 244 553 mieszkańców.

## Geografia gminy

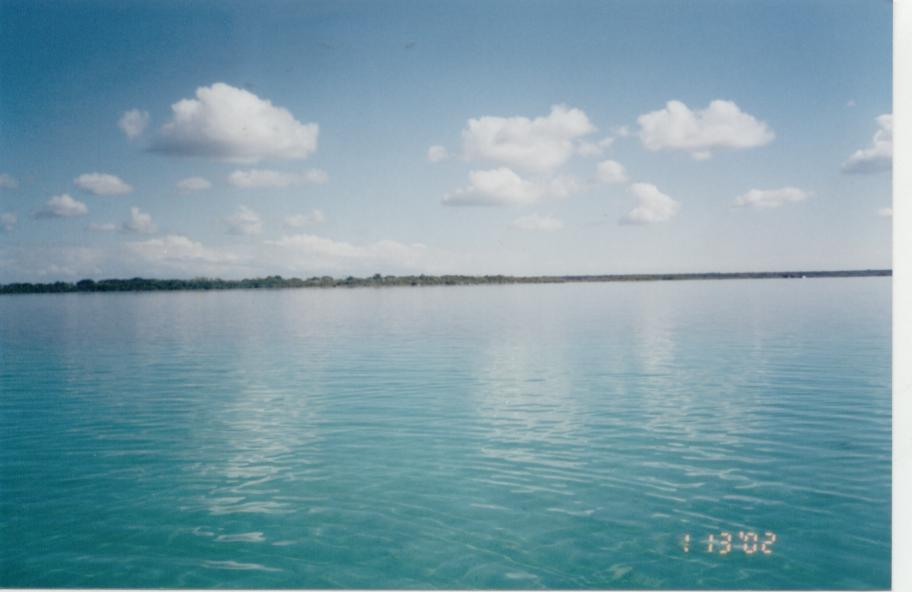
Laguna de Bacalar

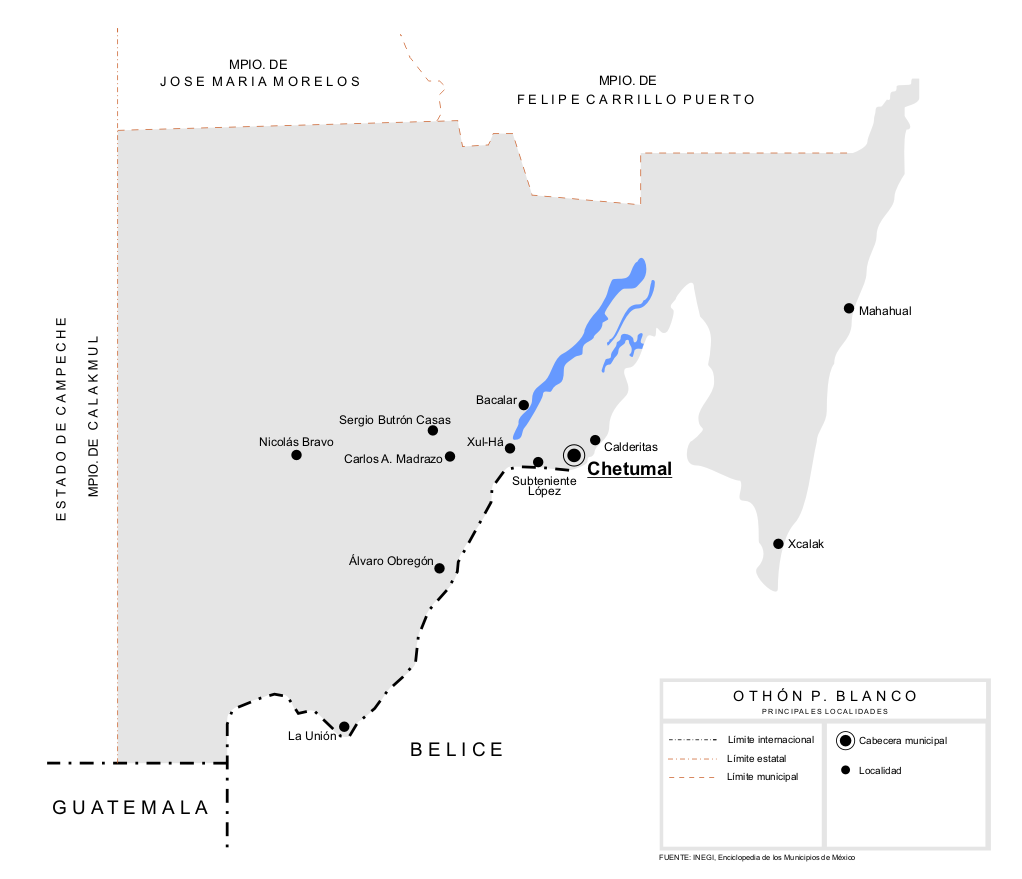
Plan gminy Othón P. Blanco

Powierzchnia gminy wynosi 17 189,75 km² zajmując ponad 36% powierzchni stanu, co czyni ją największą w stanie Quintana Roo i piątą pod względem wielkości w całym Meksyku. Obszar gminy jest równinny, a nierówności terenu nie są wyniesione ponad poziom morza o więcej niż 250 m. Wzdłuż wybrzeża znajduje szereg zatok mających charakter lagun. Teren w dużej części pokryty jest lasami, które mają charakter lasów deszczowych. Klimat jest ciepły i wilgotny ze średnią roczną temperaturą zawierającą się w przedziale 25-25 °C. Większość wiatrów wieje z kierunku wschodniego znad Morza Karaibskiego przynosząc dużą ilość gwałtownych opadów i czyniąc klimat wilgotnym. 
Na terenie gminy są trzy rezerwaty biosfery: Uaymil leżący na północy gminy, Santuario del Manatí położony wzdłuż Zatoki Chetumal oraz na południu Reserva de la Biósfera Banco Chinchorro. Znajduje się tu Park Narodowy Arrecifes de Xcalak.

## Gospodarka gminy
Gmina ze względu na słabą infrastrukturę i brak przemysłu należy do ubogich. Aktywnych ekonomicznie jest tylko około 43% ludności gminy którzy są zatrudnieni wg ważności w następujących gałęziach: rolnictwie, hodowli, leśnictwie, rybołówstwie i usługach turystycznych. Najczęściej uprawia się warzywa i rośliny sadownicze. Z hodowli najpowszechniejsza jest hodowla bydła mlecznego. Rybołówstwo rozwija się głównie w strefie przybrzeżnej a rybacy zrzeszeni w spółdzielniach najczęściej łowią langusty, rekiny i mięczaki morskie.